# Карл Гельстрем
Карл Гельстрем (швед. Carl Hellström, 10 грудня 1864 — 4 липня 1962) — шведський яхтсмен.
Олімпійський чемпіон 1912 року в класі 8 метрів, срібний призер 1908 року в класі 8 метрів.